# Col de la Verte
Col de la Verte, francouzsky též Col de l'Aiguille Verte, je vysokohorské sedlo v nadmořské výšce 3796 metrů v Alpách v masivu Mont Blanc. Je to nejnižší místo ve skalním hřebenu mezi vrcholy Aiguille Verte a Les Droites. Kuloáry ze sedla spadají k severu na ledovec Argentiere a k jihu na ledovec Talefre.
Na sedlo poprvé vystoupili Joseph Brocherel, Giuseppe Francesco a Giovanni Battista Gugliermina 24.-25. července 1901.

## Přístup
Uprostřed sněhového sedla se vypíná dvojitá skalní jehla.
Na vrchol lze vystoupit od horských chat Refuge d'Argentière (2771 m n. m.) na severu a Refuge du Couvercle (2687 m n. m.) na jihu.
Oba směry jsou náročné horolezecké či skialpinistické podniky, trasy vedou po ledovcích a ve strmých sněhových svazích. Na sever sjíždějí začátkem léta extrémní lyžaři a snowboardisté.

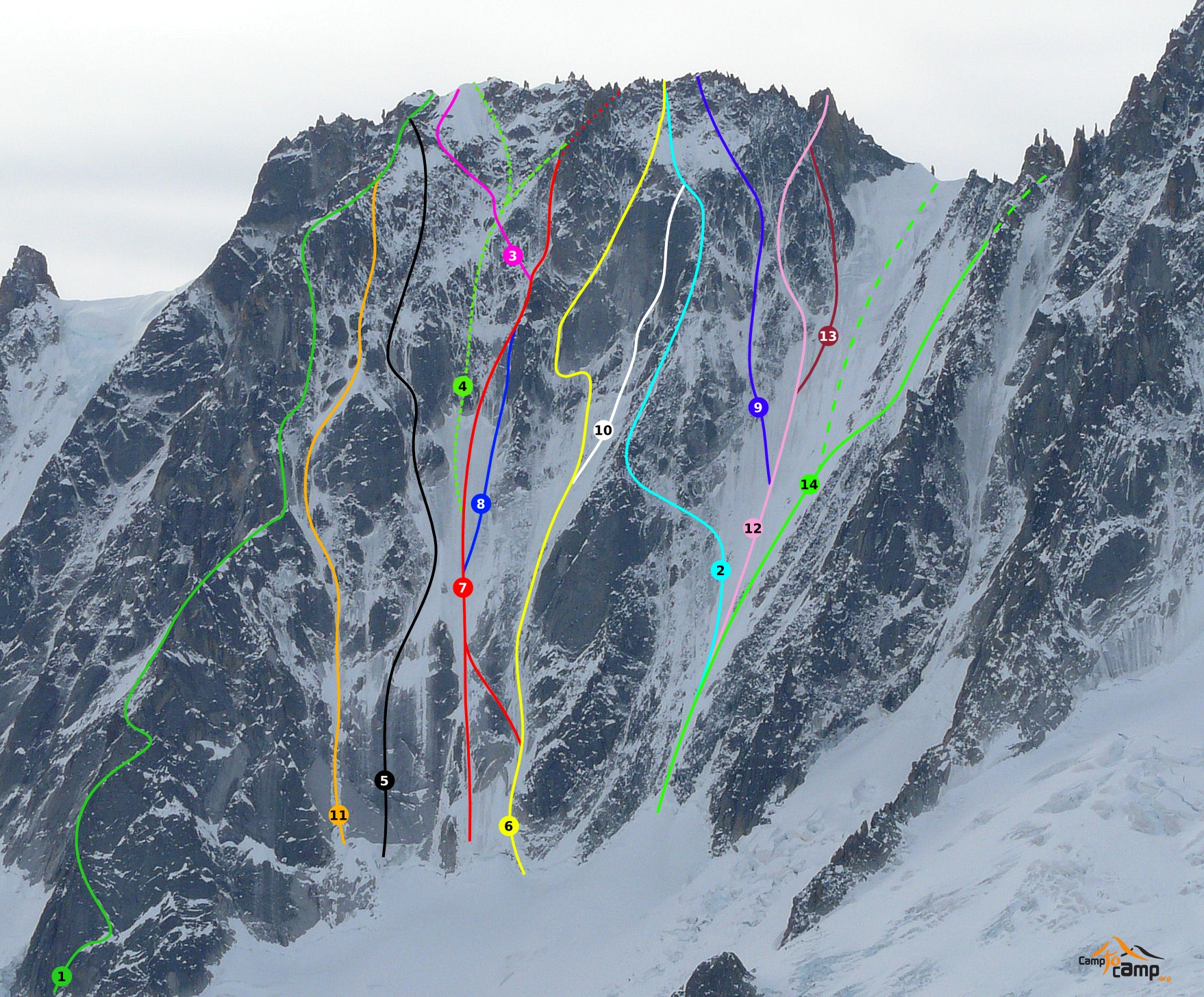